# 게리 로싱턴
게리 로버트 로싱턴(영어: Gary Robert Rossington, 1951년 12월 4일 ~ 2023년 3월 5일)은 서던 록 밴드 레너드 스키너드의 창립 기타리스트로 가장 잘 알려진 미국 음악가였으며, 그는 죽을 때까지 함께 공연했다. 로싱턴은 또한 전 밴드 동료인 앨런 콜린스와 함께 로싱턴 콜린스 밴드의 창립 멤버였다. 로싱턴은 레너드 스키너드의 마지막 생존 창립 멤버였으며 사망 당시 밴드에 남아있던 유일한 원년 멤버였다.